# Валдемар Боровски
Валдемар Боровский (роден на 2 май 1984 във Вилнюс) е литовски футболист, който играе като защитник за националния отбор на Литва.

## Кариера
Първите три години от кариерата на Боровский минават в литовската трета дивизия с отбора на Гележинис Вилкас. През 2008 г. подписва договор с елитния Ветра, където бързо се утвърждава като титуляр. След това играе за Шауляй, Судува Мариямполе, Даугава Рига в Латвия, както и отново Шауляй.
На 8 февруари 2015 г. Боровский подписва договор като свободен агент с Берое, като преди това преминава успешен пробен период с тима. Той дебютира официално на 15 февруари, когато започва като титуляр в първия осминафинален мач за Купата на България срещу Лудогорец (Разград).